# Lost Paradise
Lost Paradise debitantski je studijski album britanskog gothic metal-sastava Paradise Lost. Album je 5. veljače 1990. godine objavila diskografska kuća Peaceville Records. 
Album je bio reizdan 2003. godine te je ta inačica sadržavala tri bonus pjesme.
Većinski dio postave grupe koja je svirala na ovome albumu 2013. je godine ponovno snimio pjesmu "Our Saviour" s Adrianom Erlandssonom na bubnjevima umjesto Matthewa Archera te je bila objavljena na kompilaciji Tragic Illusion 25 pod imenom "Our Saviour 2013".

## Glazbeni stil i tekstovi
Na svojem je debitantskom albumu grupa spojila sporost doom metala s growlanjem i duboko uštimanim gitarama death metala. Skladbe su, međutim, relativno jednostavne i manje tehnički zahtjevne od skladbi drugih death metal sastava jer glazbenici još nisu imali potrebne vještine.
Na pjesmi "Breeding Fear" pojavljuje se gostujuća pjevačica Kay Field.
Tekstovi pjesama govore o smrti, uništenju i beznađu. "Our Saviour" kritizira vjerovanje u Božje spasenje; svećeničke propovijedi nazivane su lažima te je on sam opisan luđakom kojeg slušaju samo budale.

## Popis pjesama
Tekstovi i glazba: Nick Holmes i Gregor Mackintosh. 
| 1.    | »Intro« (instrumental)         | 2:42 |
| 2.    | »Deadly Inner Sense«           | 4:37 |
| 3.    | »Paradise Lost«                | 5:29 |
| 4.    | »Our Saviour«                  | 5:08 |
| 5.    | »Rotting Misery«               | 5:16 |
| 6.    | »Frozen Illusion«              | 5:21 |
| 7.    | »Breeding Fear«                | 4:14 |
| 8.    | »Lost Paradise« (instrumental) | 2:08 |
| 9.    | »Internal Torment II«          | 5:54 |
| 40:49 |                                |      |

| Bonus pjesme s reizdane inačice | Bonus pjesme s reizdane inačice | Bonus pjesme s reizdane inačice | Bonus pjesme s reizdane inačice | Bonus pjesme s reizdane inačice | Bonus pjesme s reizdane inačice | Bonus pjesme s reizdane inačice | Bonus pjesme s reizdane inačice | Bonus pjesme s reizdane inačice | Bonus pjesme s reizdane inačice |
| Br.                             | Skladba                         | Trajanje                        |                                 |                                 |                                 |                                 |                                 |                                 |                                 |
| ------------------------------- | ------------------------------- | ------------------------------- | ------------------------------- | ------------------------------- | ------------------------------- | ------------------------------- | ------------------------------- | ------------------------------- | ------------------------------- |
| 10.                             | »Eternal« (uživo)               | 3:56                            |                                 |                                 |                                 |                                 |                                 |                                 |                                 |
| 11.                             | »Gothic (mix)«                  | 4:41                            |                                 |                                 |                                 |                                 |                                 |                                 |                                 |
| 12.                             | »The Painless (Mix)«            | 3:57                            |                                 |                                 |                                 |                                 |                                 |                                 |                                 |
| 53:19                           |                                 |                                 |                                 |                                 |                                 |                                 |                                 |                                 |                                 |

## Recenzije
Iako je Peaceville Records, diskografska kuća koja je objavila album, opisao sastav kao "britanski ekvivalent Morbid Angelu", Götz Kühnemund iz časopisa Rock Hard komentirao je kako Paradise Lost "nije baš toliko dobar", ali da bi se mogao svidjeti "najtvrdoglavijim obožavateljima death metala". Usporedio je Lost Paradise s albumom Bolt Throwera "Realm of Chaos", koji je bio primjer "jednako turobnog i prikladno produciranog death metala". Pohvalio je Paradise Lost na tome što "se nije zapetljao u beskrajnim kaotičnim prijelazima" i što je skladao "uglavnom sporije pjesme koje zvuče opako". Usto je komentirao kako ime "death metal" paše albumu "kao šaka u oko, jer je upravo tako brutalan".
Eduardo Rivadavia, glazbeni kritičar sa stranice AllMusic, dodijelio je albumu dvije od pet zvjezdica te je izjavio: "Na ovom je skromnom debitantskom albumu Paradise Lost pomogao definirati pravila doom/death metala: drobeće, raštimane himne patnji koje natkriljuju grleni vokali u stilu death metala. Međutim, iako je stvarao nacrt, Paradise Lost je već tada posezao za carstvima koja su bila nepoznata njihovim tada amaterskim mogućnostima i latentnim obećanjem. Ovo je očito u svim pjesmama osim u onim najprimitivnijim, ali samo ponegdje poneki pamtljivi rif ili diskretne melodije sadržane u skladbama kao što su "Paradise Lost", "Rotting Misery", "Deadly Inner Sense" i "Breeding Fear" (na kojoj se pojavljuje pjevačica) jedva da daju neku naznaku potencijala sastava. U retrospekciji, Lost Paradise služi kao dobrodošlo ponovno otkriće ozbiljnim obožavateljima, ali obični metalci ovdje vjerojatno neće naići ni na što vrijedno."

## Zasluge
| Paradise Lost - Nick Holmes – vokali - Gregor Mackintosh – solo gitara - Aaron Aedy – ritam gitara - Stephen Edmondson – bas-gitara - Matthew Archer – bubnjevi | Dodatni glazbenici - Kay Field – vokali (na pjesmi 7) Ostalo osoblje - Pat Grogan – inženjer zvuka - Hammy – produkcija - Duncan Fegredo – naslovnica - Porl Medlock – fotografija |